# Karimama (Bénin)
Pour les articles homonymes, voir Karimama.
Karimama est une commune et une ville située au nord-est du Bénin, dans le département de l'Alibori. À la frontière avec le Niger, c'est la commune la plus septentrionale du pays. La commune couvre une superficie de 6 102 kilomètres carrés et compte 66 675 habitants en 2013.

## Géographie
La Commune de Karimama est située dans le département de l'Alibori. Elle est limitée au nord par le fleuve Niger (frontière naturelle), au Sud-ouest par la Commune de Banikoara, au Sud-est par la Commune de Kandi, à l’est par la Commune de Malanville et à l’ouest par le Burkina-Faso. Le relief de la commune est globalement peu accidenté, avec une extension finale de la chaîne de l'Atacora située au sud-ouest de la zone. La commune est traversée par de nombreux cours d'eau dont les plus importants sont le fleuve Niger et ses affluents, le Mékrou et l'Alibori.

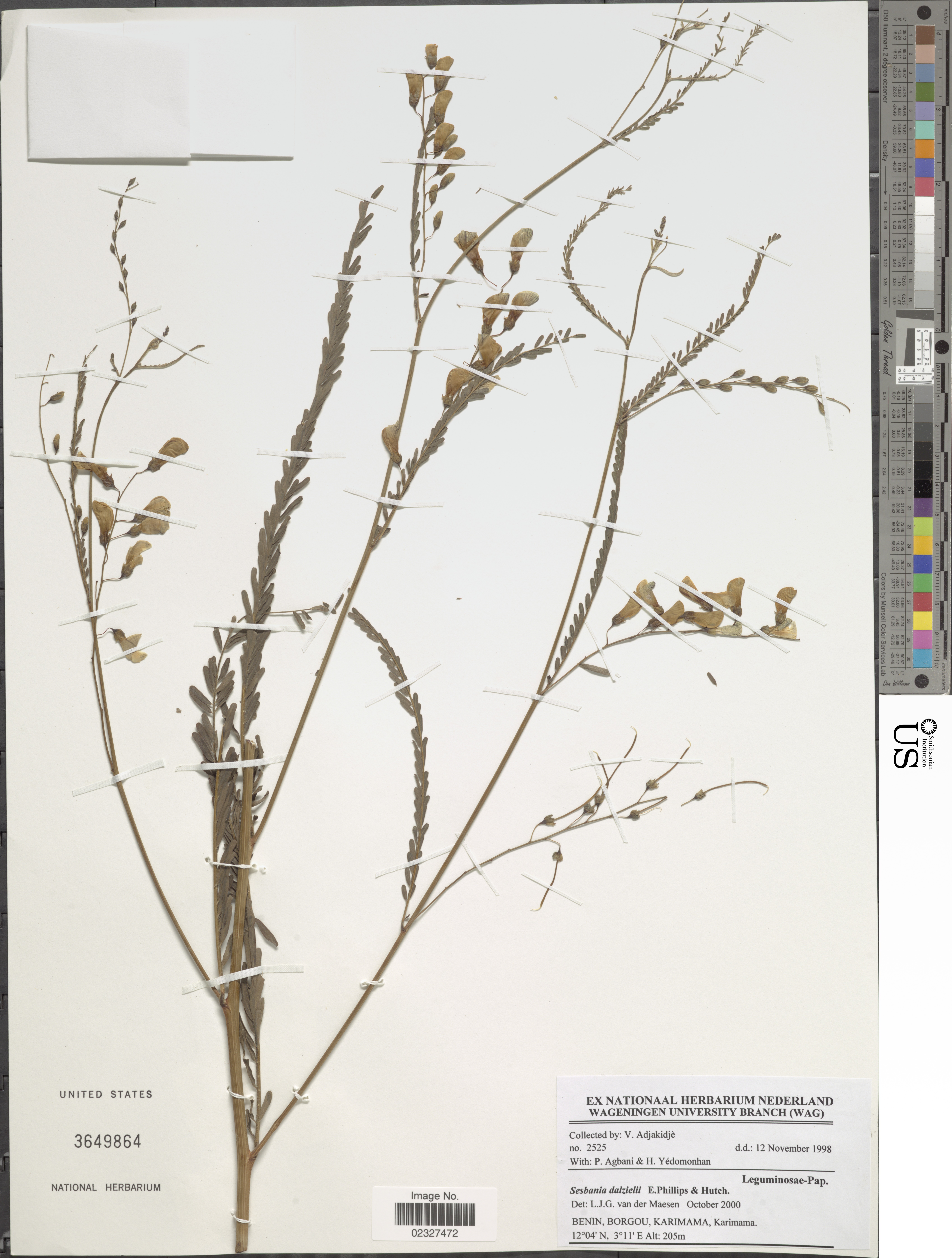
Spécimen de Sesbania dalzielii récolté à Karimama.

## Climat
Karimama est doté d'un climat sahélo-soudanien avec deux saisons, la saison sèche qui s'étend de novembre à mi-mai et la saison des pluies de mi-mai à octobre. Les précipitations moyennes sont de l'ordre de 600 mm} par an. En moyenne, la température est de {tmp40 °C en avril-mai-juin, mais de 12 à 25 °C de novembre à mars quand souffle l'harmattan

## Végétation
Elle est caractérisée par une savane soudanienne et soudano-sahélienne, et par des forêts galeries le long des cours d’eau. Mitragyna sp., Terminalia macroptera, Detarium microcarpum et Burkea africana sont quelques-unes des espèces rencontrées.

## Population
Lors du recensement de 2013 (RGPH-4), la commune compte 66 353 habitants, dont 11 901 pour l'arrondissement de Karimama.

### Fécondité
Le nombre moyen d’enfants qu’une femme espère avoir à la fin de sa vie féconde (Indice synthétique de la fécondité-ISF) en 2013 est de 6,1 enfants par femme.

### Mortalité
En 2013, dans la commune de Karimama, sur 1000 enfants nés vivants, 219 décèdent avant l'âge de 5 ans.

## Histoire
Moussa est l'enfant de la femme du Bariba donné à Askia Mohamed pour le pacte de non agression entre les Songhaï et les Bariba. En tout cas au Bénin (Karimama) c'est ça que nous connaissons.

## Économie
L’économie locale est basée sur l’agriculture et l’élevage. La superficie cultivable très limitée est utilisée pour la culture de maïs, de coton et d’arachide. Sa proximité avec le Niger facilite les échanges de biens et le brassage culturel.

## Scolarité
En 2013, le taux brut d’admission au primaire est de 73,59 %. Le taux net de scolarisation est de 9,44 %. Seuls 19 jeunes sont inscrits dans les écoles techniques. Le taux brut de scolarisation des filles est de 45,55 % et le taux d’achèvement du primaire des filles est de 24,26 %.

## Religion
En 2013, 91,3 % de la population est musulmane.

## Situation humanitaire
Les habitants de la commune sont touchés par la malnutrition. Le taux de malnutrition aigüe est 11,9 % tandis que le taux de malnutrition chronique est de 39 %.La population est particulièrement touchée par le paludisme et les maladies diarrhéiques. Le taux de desserte en eau potable est de 61,39 %.

## Galerie de photos

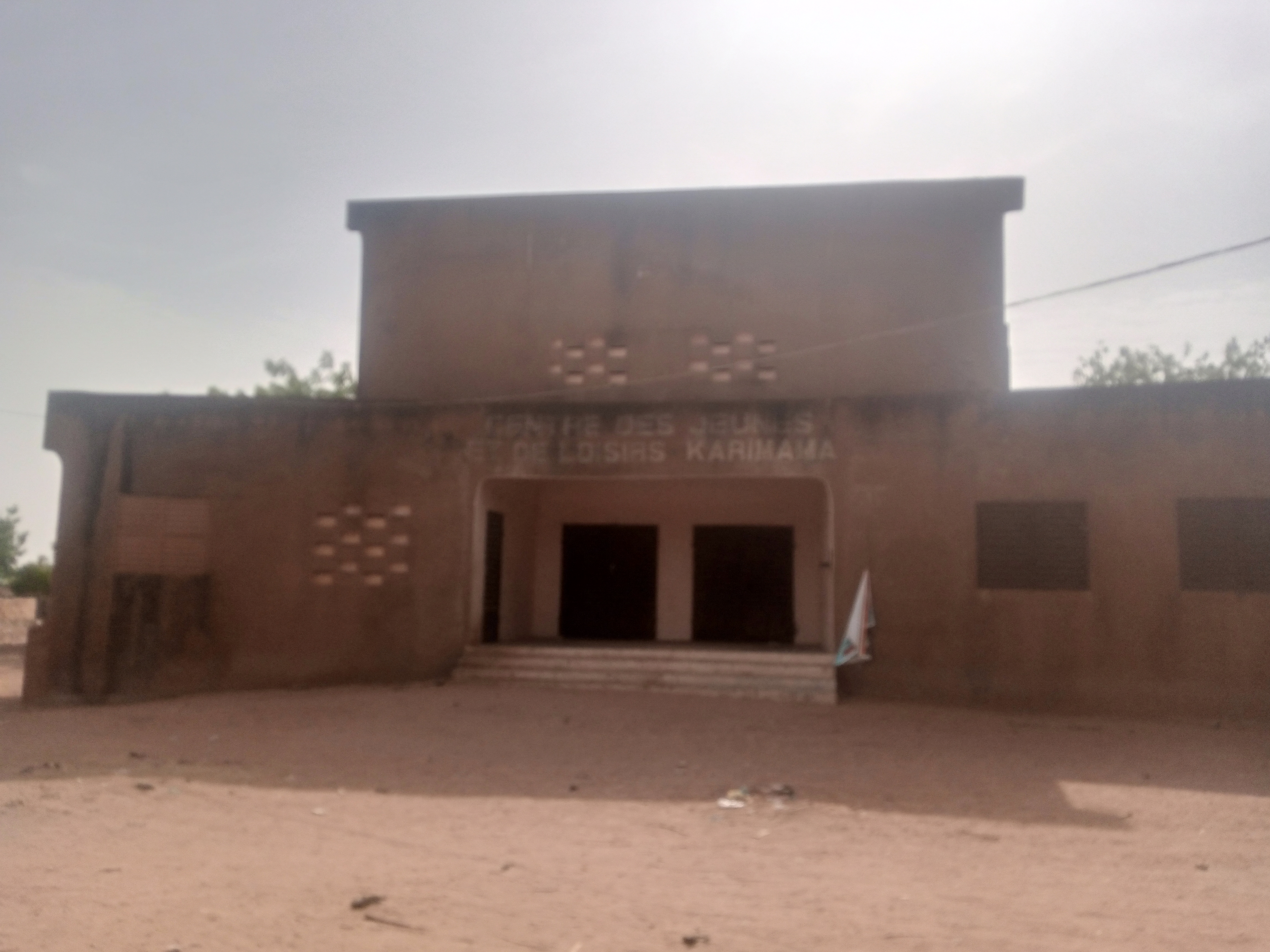
Maison des jeunes de Karimama
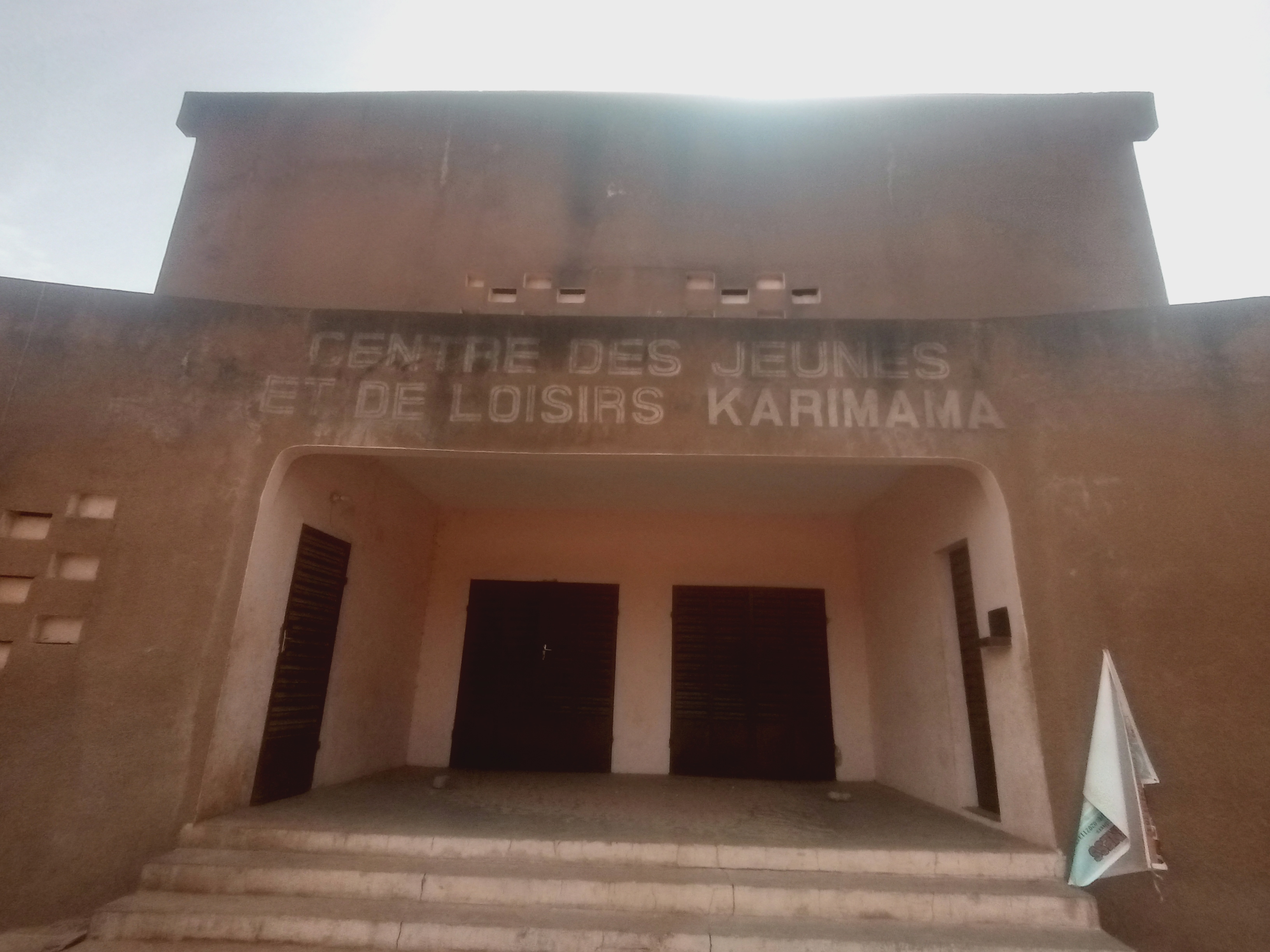
Maison des jeunes de Karimama de face
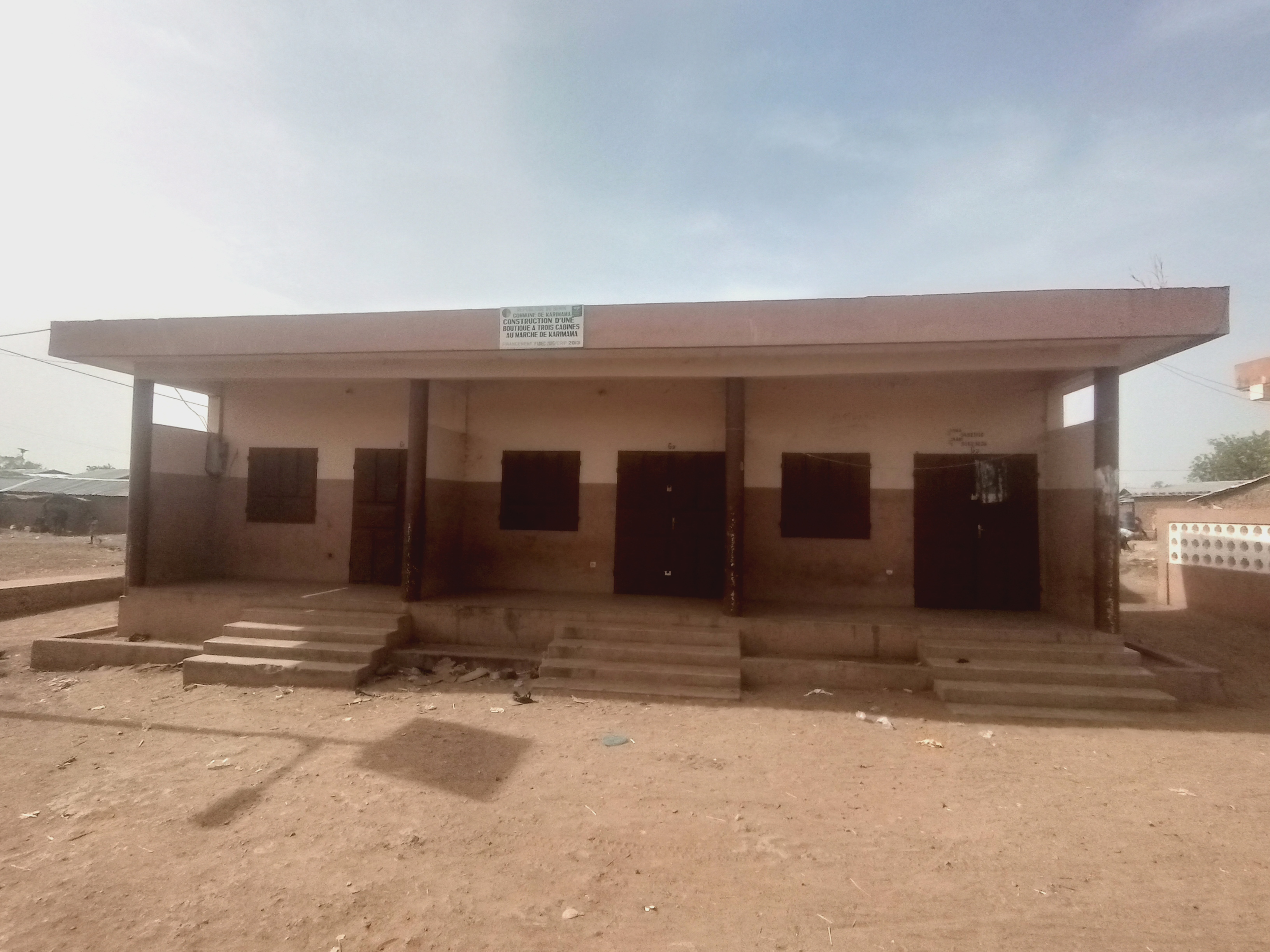
Boutiques dans le marché de Karimama
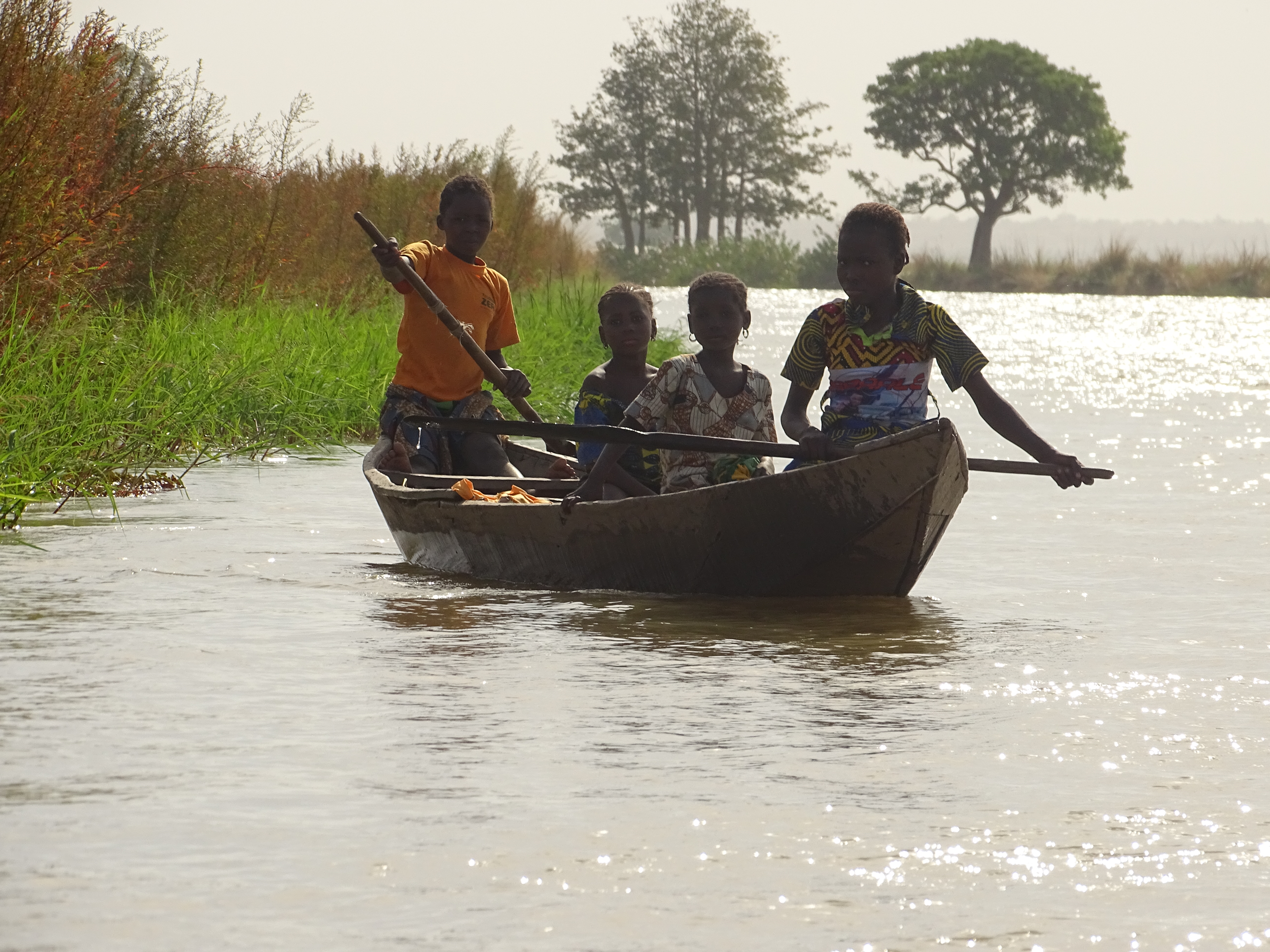
Transport fluvial sur l'île aux oiseaux